# La Lapa
La Lapa es un municipio español, perteneciente a la provincia de Badajoz (comunidad autónoma de Extremadura)

## Situación
Se encuentra a una distancia de 83 km de la capital de la provincia, Badajoz, y a unos 11 km de Zafra, a 8,8 de la localidad de Feria y a 8 de Alconera. La Lapa está situada en la zona centro-oeste de la provincia. Pertenece a la comarca de Zafra - Río Bodión y al  partido judicial de Zafra.
Está rodeada de hermosas sierras y unos paisajes espectaculares. Abunda la caza, sobre todo jabalíes y zorros. Es una zona muy propicia para hacer senderismo y respirar aire puro. Existen multitud de hierbas aromáticas (orégano, tomillo, lavanda...), flores únicas, que solo podemos encontrar en esta zona, dónde podemos encontrar ejemplares de orquídeas únicos y la rosa silvestre, que actualmente se encuentra en peligro de extinción.También dispone de excelentes encinares que proporcionan bellotas a los ejemplares de cerdo ibérico, variedad del cerdo con denominación de origen, que es el que come bellotas y otros tubérculos y vive en libertad en la dehesa extremeña. 
Por el término de La Lapa pasa el río Guadajira, llamado coloquialmente como ribera del Guadajira. Es afluente del Guadiana por la izquierda.

## Historia
A la caída del Antiguo Régimen la localidad se constituye en municipio constitucional en la región de Extremadura. Desde 1834 quedó integrado en el partido judicial de Zafra. En el censo de 1842 figura como agregado a Zafra, pero en el año 1848 aparece de nuevo como municipio independiente porque se segrega del municipio de Zafra.
En el censo de 1857 contaba con 107 hogares y 446 vecinos.

## Demografía
La Lapa cuenta con una población de 293 habitantes (INE 2024).
| Gráfica de evolución demográfica de La Lapa entre 1857 y 2021 |
| |
| Población de derecho según los censos de población del INE. Población de hecho según los censos de población del INE.Entre el censo de 1857 y el anterior, aparece este municipio porque se segrega del municipio Zafra en el año 1848. |

## Patrimonio

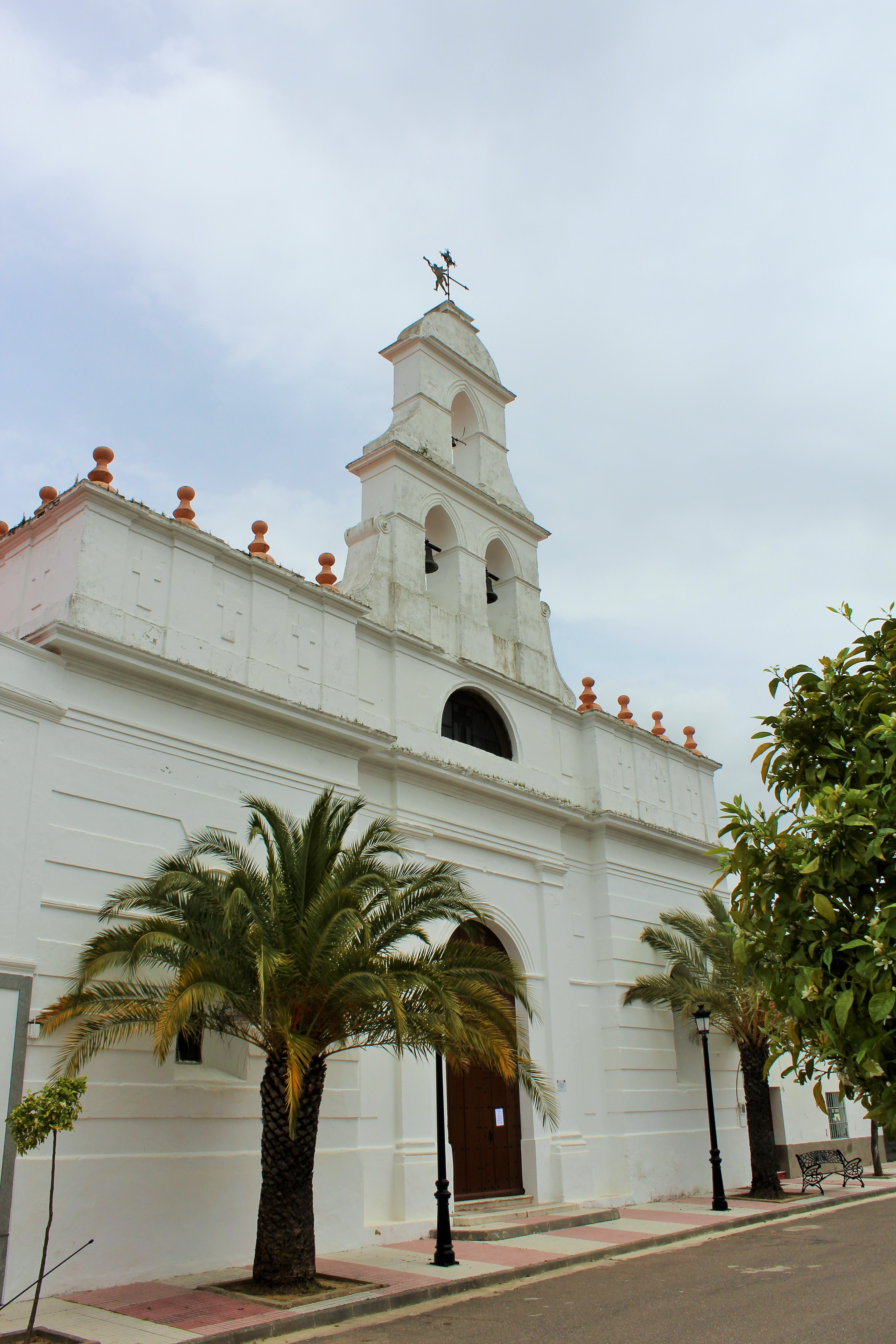
Iglesia parroquial de San Onofre.

En una sierra próxima a la localidad aun se pueden ver los restos de lo que en su día fue un convento franciscano perteneciente al ducado de Feria, dónde residió durante años San Pedro de Alcántara. El convento ha sido adquirido por un particular que esta reconstruyendo las ruinas y ha creado un centro de yoga, para el retiro y la espiritualidad.
Iglesia parroquial católica bajo la advocación de la Virgen Inmaculada, aunque su patrón es San Onofre Anacoreta, en la archidiócesis de Mérida-Badajoz.

## Fiestas
Las fiestas de la localidad se celebran en el mes de junio durante los días 11, 12 y 13, en honor de su patrón San Onofre y el día 13 en honor a San Antonio. Durante estos días, previos al comienzo del verano, La Lapa recibe a multitud de visitantes de Zafra, Feria, Alconera... 
El Domingo de los Bollos, después del domingo de resurrección y San Isidro, el 15 mayo, también son destacados festejos. Así como el carnaval, y su tradicional boda.

## Gastronomía
Los platos más típicos de La Lapa son: Caldereta de guarrito y borrego, el guarrito frito, cocido extremeño y migas. 
En la repostería casera, el dulce tradicional  y representativo de esta localidad, es sin duda el llamado: Bollos, (no son de chicharrones) y teniendo un diseño peculiar, el bollo es dibujado por líneas haciendo rombos y adornados con dos almendras. Entre sus dulces también se encuentra las perrunillas, las magdalenas y las galletas de la máquinas, además de los dulces fritos como borrachas y canutillos.